# Dennis Graen
Dennis Graen (* 19. Juli 1974 in Hildesheim) ist ein deutscher Klassischer Archäologe.
Dennis Graen legte 1994 am Bischöflichen Gymnasium Josephinum in Hildesheim sein Abitur ab und war danach bis 1996 Zivildienstleistender beim Naturschutzbund Deutschland. Von 1996 bis 2002 studierte er Klassische Archäologie, Ur- und Frühgeschichte sowie Kunstgeschichte an der Friedrich-Schiller-Universität Jena, unterbrochen von einem Studienaufenthalt an der Università degli Studi di Siena, wo er im 1998/99 im Rahmen des Erasmus-Programms Etruskologie belegte. Mit der Arbeit Vergleichende Untersuchungen zum 'Nymphaeum' von Milreu und verwandten Anlagen in Südportugal beendete er sein Studium als Magister Artium. Die Promotion erfolgte ebenfalls 2006 in Jena mit einer Dissertation zum Thema Sepultus in villa. Die Grabbauten römischer Villenbesitzer. Studien zu Ursprung und Entwicklung von den Anfängen bis zum Ende des 4. Jahrhunderts n. Chr. Seit Oktober 2007 ist Graen wissenschaftlicher Mitarbeiter am Lehrstuhl für Klassische Archäologie und in Nachfolge von Verena Paul-Zinserling Kustos der Antikensammlungen der Universität Jena (Sammlung Antiker Kleinkunst und Abgusssammlung). Damit war er an der Wiederaufstellung und Wiedereröffnung der Sammlung nach 50 Jahren der Schließung im Jahr 2012 beteiligt.
Graen leitete von 2002 bis 2004 gemeinsam mit Angelika Geyer das Grabungsprojekt „Tempel in Quinta de Marim“ in Olhão, Algarve. Hierbei wurde ein spätrömisches Mausoleum erforscht. Zwischen 2004 und 2007 folgten archäologische Untersuchungen zur Siedlungsstruktur der römischen Kaiserzeit im Umkreis von San Gimignano („Il Monte“). Dieses Grabungsprojekt leitete er mit Günther Schörner und Thomas Schierl. Seit 2009 leitet Graen mit dem Grabungsprojekt „Das Hinterland der südlichen Provinz Lusitania: ländliche Siedlungen und ihre Rolle in der Entwicklung regionaler und überregionaler Wirtschaftsstrukturen in der Region zwischen Silves und Loulé“ erneut gemeinsam mit Angelika Geyer eine Ausgrabung an der portugiesischen Algarve. Als Kustos der Jenaer Lehrsammlung um die herausragenden Stücke des Jenaer Malers widmet sich Graen neben der Publikation seiner Grabungsergebnisse und der Begräbniskultur der antiken Kulturen insbesondere dieser Sammlung, die er auch oft in die universitäre Lehre einbezieht.

## Schriften
Monografien
- Sepultus in villa. Die Grabbauten römischer Villenbesitzer. Studien zu Ursprung und Entwicklung von den Anfängen bis zum Ende des 4. Jahrhunderts n. Chr. (= Schriftenreihe Antiquitates, Band 46), Kovač, Hamburg 2008, ISBN 978-3-8300-3627-2. Rezension bei Archäologie in Deutschland; Rezension im Wissenschaftlichen Literaturanzeiger; Rezension bei GeschiMag

Herausgeberschaften
- Herausgeber mit Matthias Recke: Herakles & Co. Götter und Helden im antiken Griechenland. Antike Kunst aus den Sammlungen der Justus-Liebig-Universität Gießen und der Friedrich-Schiller-Universität Jena. Gießen, Wallenfels'sches Haus am Kirchenplatz, 29. April bis 18. Juli 2010. Jena, Stadtmuseum, 4. März bis 19. Juni 2011. (= Arbeiten zur Klassischen Archäologie – Mitteilungen aus der Antikensammlung der Justus-Liebig-Universität Gießen, Band 6), Inst. für Altertumswiss. und Antikensammlung der Justus-Liebig-Universität, Gießen 2010, ISBN 978-3-942259-02-6.
- Tod und Sterben in der Antike. Grab und Bestattung bei Ägyptern, Griechen, Etruskern und Römern. Theiss, Stuttgart 2011, ISBN 978-3-8062-2306-4 [auch: Wissenschaftliche Buchgesellschaft, Darmstadt 2011, ISBN 978-3-534-22792-1].
- Ägypten. Unbekannte Schätze aus Thüringer Sammlungen. Katalog zur Ausstellung im Museum für Ur- und Frühgeschichte Thüringens, Weimar (27.6. – 24.8.2012). (= Beiträge aus den Sammlungen der Universität Jena, Band 1), Friedrich-Schiller-Universität Jena, Jena 2012, ISBN 978-3-9814576-6-7.
- mit Mareike Rind und Henning Wabersich: Otium cum dignitate. Festschrift für Angelika Geyer zum 65. Geburtstag. Studien zur Archäologie und Rezeptionsgeschichte der Antike. (= BAR International Series, Band 2605), BAR Publishing, Oxford 2014, ISBN 978-1-4073-1236-1.